# 宇都宮・ジョーンズ彗星
宇都宮・ジョーンズ彗星（うつのみや・ジョーンズすいせい、英語: Comet Utsunomiya-Jones、仮符号:C/2000 W1）は、2000年に発見された双曲線軌道の非周期彗星。

## 発見

### 宇都宮による発見
2000年11月19日早朝（JST）、熊本県のアマチュア天文家宇都宮章吾は、私設観測所にて南天に低く南中を迎えていたほ座を彗星捜索中、8.5等級・視直径5分角の彗星状天体を発見した。発見は眼視観測でフジノン15cm・25倍の大型双眼鏡が使用された。宇都宮は、この天体が1日あたり5度の速さで急速に南下していることを確認し、FAXで中野主一（天文電報中央局・小惑星センターアソシエイツ）を通じて天文電報中央局に報告した。

### 行方不明
発見の情報はまず19日夜（JST）に日本国内の一部観測者に伝えられたが、天候悪化のため翌20日早朝には確認できず、20日晩には南半球を含む日本国外の一部観測者にも伝えられた。しかし、位置推算の精度が悪く、彗星は一旦行方不明となった。

### ジョーンズによる発見
11月26日早朝の3時10分（NZDT、日本時間25日23時10分）、ニュージーランド・ネルソンのアマチュア天文家のアルバート・ジョーンズは、ふうちょう座の変光星を観測中、8等級4分角の彗星を発見した。7.8cm屈折望遠鏡30倍による眼視発見であった。直ちに31.7cm反射97倍等で確認したが、薄明が進行中で移動は確認出来なかった。ジョーンズの発見した彗星は先に宇都宮が発見した位置から46度離れていたが、2人の彗星が同一であることが判明し、26日21時（UT）にIAUC 7526で新彗星の発見が公表された。ジョーンズによる発見の頃、彗星は地球に0.28auまで最接近していた。

### 発見時の話題
宇都宮による彗星発見は宇都宮彗星 (C/1997 T1)以来3年ぶり。半年ぶりに彗星捜索を再開して1分も経たない中での発見であった。彗星が行方不明になった際には捜索のためにオーストラリア行きを検討したという。
ジョーンズは1920年生まれで発見時は80歳。数十万の観測を行っている変光星観測家で超新星SN 1987Aを独立発見したほか、ジョーンズ彗星(C/1946 P1)、ミッシェル・ジョーンズ・ゲルバー彗星(C/1967 M1)の発見者でもある。彗星捜索は50年以上行っていなかったが、発見当日は変光星観測中でふうちょう座ζからTに望遠鏡を向ける際に発見し、ふうちょう座T用の変光星図に位置を記入したという。
この彗星発見がきっかけで、2002年、宇都宮はジョーンズの元を表敬訪問している

## 出現
発見時ほ座から急速に南下し、ふうちょう座に移動していた彗星は、12月には再び北上しいて座を移動した。12月中旬には北半球では夕方のごく低空に姿を現し、6等級で非常に中央集光の強い姿が観測された。
標準等級が暗く近日点距離が小さかったため、12月26日の近日点通過の際に消滅する可能性が指摘されていたが、翌年1月、大幅に減光し10等級で再観測された。その後彗星は精測位置測定が困難なほど拡散し、3月3日の観測を最後に消滅した。
近日点通過直後の12月28日から1月4日までは太陽観測衛星SOHOによっても観測されている。